# Кубок Америки по футболу 2024
Кубок Америки по футболу 2024 — 48-й розыгрыш главного мужского футбольного турнира среди южноамериканских и североамериканских команд, организуемого КОНМЕБОЛ, который проходил с 20 июня по 14 июля 2024 года в США.
Турнир был запланирован для проведения в Эквадоре. В ноябре 2022 года страна официально отказалась от проведения турнира. В связи с этим, организаторы приняли решение о переносе турнира в США. Кроме 10 команд-участниц от КОНМЕБОЛ, к участию в турнире также будут допущены 6 команд-участниц КОНКАКАФ.
С 2024 года турнир будет проводиться раз в четыре года, а следующий турнир запланирован на 2028 год.
Аргентина была действующим чемпионом и успешно завоевала рекордный шестнадцатый титул после победы над Колумбией со счетом 1:0 после дополнительного времени в финале, который состоялся 14 июля 2024 года на стадионе «Хард Рок Стэдиум» в Майами-Гарденс, Флорида.

## История
Кубок Америки 2024 года должен был пройти в Эквадоре в соответствии с ротационной системой, принятой в КОНМЕБОЛ для выбора страны-хозяйки. В ноябре 2022 года Эквадор отказался от возможности принять чемпионат. В связи с этим, Перу и США также выразили свою заинтересованность в организации крупного спортивного события.
27 января 2023 года было объявлено о том, что США будут принимать турнир в рамках нового стратегического партнерства между КОНКАКАФ и КОНМЕБОЛ. Турнир будет включать в себя шесть команд из КОНКАКАФ, которые пройдут квалификацию в рамках Лиги наций КОНКАКАФ 2023/24.
Кубок Америки был запланирован на 2023 год, однако был перенесен на 2024 год, чтобы даты проведения турнира совпали с датами проведения Евро 2024.

## Участники
| КОНМЕБОЛ (10 команд)                                                                                     | КОНКАКАФ (6 команд)                                     |
| --- | ------------------------------------------------------- |
| - Аргентина (Ч) - Боливия - Бразилия - Чили - Колумбия - Эквадор - Парагвай - Перу - Уругвай - Венесуэла | - США - Панама - Ямайка - Мексика - Канада - Коста-Рика |

(Ч) Действующий чемпион.

## Стадионы
| Арлингтон, Техас                           | Атланта, Джорджия                                      | Остин, Техас         |
| ------------------------------------------ | ------------------------------------------------------ | -------------------- |
| Эй-ти-энд-ти Стэдиум                       | Мерседес-Бенц Стэдиум                                  | Q2 Стэдиум           |
| Вместимость: 80 000                        | Вместимость: 71 000                                    | Вместимость: 20 738  |
|                                            |                                                        |                      |
| Шарлотт, Северная Каролина                 | Ист-Ратерфорд, Нью-Джерси (Нью-Йоркская агломерация)   | Хьюстон, Техас       |
| Банк оф Америка Стэдиум                    | Метлайф Стэдиум                                        | Эн-ар-джи Стэдиум    |
| Вместимость: 74 867                        | Вместимость: 82 566                                    | Вместимость: 72 220  |
|                                            |                                                        |                      |
| Инглвуд, Калифорния (Большой Лос-Анджелес) | Санта-Клара, Калифорния (Область залива Сан-Франциско) | Глендейл, Аризона    |
| Соу-Фай Стэдиум                            | Ливайс Стэдиум                                         | Стейт Фарм Стэдиум   |
| Вместимость: 70 240                        | Вместимость: 68 500                                    | Вместимость: 63 400  |
|                                            |                                                        |                      |
| Парадайс, Невада (Агломерация Лас-Вегаса)  | Канзас-Сити, Миссури                                   | Канзас-Сити, Канзас  |
| Эллиджент Стэдиум                          | Эрроухед Стэдиум                                       | Чилдренс Мерси Парк  |
| Вместимость: 61 000                        | Вместимость: 76 416                                    | Вместимость: 18 467  |
|                                            |                                                        |                      |
| Майами-Гарденс, Флорида                    | Орландо, Флорида                                       | Орландо, Флорида     |
| Хард Рок Стэдиум                           | Интер-энд-Ко Стэдиум                                   | Интер-энд-Ко Стэдиум |
| Вместимость: 64 767                        | Вместимость: 25 500                                    | Вместимость: 25 500  |
|                                            |                                                        |                      |

## Судьи
| Ассоциация | Главные судьи                           | Ассистенты судьи                                                             | Видео ассистенты судьи                            |
| ---------- | --------------------------------------- | ---------------------------------------------------------------------------- | ------------------------------------------------- |
| Аргентина  | Яэль Фалькон Дарио Эррера               | Хуан Пабло Белатти Кристиан Наварро Факундо Родригес Максимилиано Дель Йессо | Мауро Вильяно Сильвио Трукко Эктор Палетта        |
| Боливия    | Иво Мендес                              | Хосе Антело Эдвард Сааведра                                                  | Хери Варгас                                       |
| Бразилия   | Рафаэл Клаус Вилтон Сампайо Эдина Алвес | Данило Манис Родриго Корреа Бруно Бочилия Бруно Пирес Неуза Бакк             | Родолфо Тоски Даниэл Нобре Пабло Гонсалвес        |
| Венесуэла  | Хесус Валенсуэла Алексис Эррера         | Хорхе Уррего Альберто Понте Любин Торреальба Мигдалия Родригес               | Хуан Сото Карлос Лопес                            |
| Гватемала  | Марио Эскобар                           | Луис Вентура Умберто Панхой                                                  |                                                   |
| Италия     | Маурицио Мариани                        | Даниэле Биндони Альберто Тегони                                              | Марко Ди Белло Алеандро Ди Паоло                  |
| Колумбия   | Джон Оспина Вильмар Рольдан             | Александр Гузман Хон Леон Хон Галлего Мигель Ролдан Мари Бланко              | Николас Гальо Ядир Акунья Давид Родригес          |
| Мексика    | Сесар Рамос                             | Альберто Морин Марко Бискуэра                                                | Эрик Миранда Гильермо Пачеко                      |
| Никарагуа  |                                         |                                                                              | Татьяна Гусман                                    |
| Парагвай   | Хуан Бенитес                            | Эдуардо Кардосо Мильсиадес Сальдивар                                         | Дерлис Лопес Эдуардо Бритос Хосе Куэвас           |
| Перу       | Кевин Ортега                            | Майкл Оруэ Стивен Атош                                                       | Хоэль Аларкон Джонни Боссио Аугусто Менендес      |
| Сальвадор  | Иван Бартон                             | Давид Моран Энри Пупиро                                                      |                                                   |
| США        | Исмаил Эльфат Тори Пенсо                | Кори Паркер Кайл Аткинс Брук Майо Кэтрин Несбитт                             | Армандо Вильярреаль                               |
| Уругвай    | Андрес Матонте Густаво Техера           | Николас Таран Мартин Соппи Карлос Баррейро Пабло Лларена                     | Леодан Гонсалес Ричард Тринидад Кристиан Феррейра |
| Чили       | Кристиан Гарай Пьеро Маса               | Клаудио Уррутия Мигель Роча Хосе Ретамаль Хуан Серрано                       | Хуан Лара Родриго Карвахаль Эдсон Систернас       |
| Эквадор    | Аугусто Арагон                          | Кристиан Лескано Рикардо Барен                                               | Карлос Обре Брайан Лоайса                         |

### Составы
Большинство команд, приехавших на Кубок Америки-2024, огласили свои составы 15 июня 2024 года. В них вошли по 26 футболистов.

## Групповой этап

### Группа A
| Поз | Команда   | И | В | Н | П | МЗ | МП | РМ | О | Квалификация     |
| --- | --------- | - | - | - | - | -- | -- | -- | - | ---------------- |
| 1   | Аргентина | 3 | 3 | 0 | 0 | 5  | 0  | +5 | 9 | Выход в плей-офф |
| 2   | Канада    | 3 | 1 | 1 | 1 | 1  | 2  | −1 | 4 | Выход в плей-офф |
| 3   | Чили      | 3 | 0 | 2 | 1 | 0  | 1  | −1 | 2 |                  |
| 4   | Перу      | 3 | 0 | 1 | 2 | 0  | 3  | −3 | 1 |                  |

| Аргентина                       | 2:0     | Канада |
| ------------------------------- | ------- | ------ |
| Альварес 49′ · Ла. Мартинес 88′ | (отчёт) |        |

| Перу | 0:0     | Чили |
| ---- | ------- | ---- |
|      | (отчёт) |      |

| Перу | 0:1     | Канада    |
| ---- | ------- | --------- |
|      | (отчёт) | Дэвид 74′ |

| Чили | 0:1     | Аргентина        |
| ---- | ------- | ---------------- |
|      | (отчёт) | Ла. Мартинес 88′ |

| Аргентина            | 2:0     | Перу |
| -------------------- | ------- | ---- |
| Ла. Мартинес 47′ 86′ | (отчёт) |      |

| Канада | 0:0     | Чили |
| ------ | ------- | ---- |
|        | (отчёт) |      |

### Группа B
| Поз | Команда   | И | В | Н | П | МЗ | МП | РМ | О | Квалификация     |
| --- | --------- | - | - | - | - | -- | -- | -- | - | ---------------- |
| 1   | Венесуэла | 3 | 3 | 0 | 0 | 6  | 1  | +5 | 9 | Выход в плей-офф |
| 2   | Эквадор   | 3 | 1 | 1 | 1 | 4  | 3  | +1 | 4 | Выход в плей-офф |
| 3   | Мексика   | 3 | 1 | 1 | 1 | 1  | 1  | 0  | 4 |                  |
| 4   | Ямайка    | 3 | 0 | 0 | 3 | 1  | 7  | −6 | 0 |                  |

| Эквадор       | 1:2     | Венесуэла             |
| ------------- | ------- | --------------------- |
| Сармьенто 40′ | (отчёт) | Кадис 64′ · Бельо 74′ |

| Мексика     | 1:0     | Ямайка |
| ----------- | ------- | ------ |
| Артеага 69′ | (отчёт) |        |

| Эквадор                                             | 3:1     | Ямайка      |
| --------------------------------------------------- | ------- | ----------- |
| Палмер 13′ (авт.) · Паэс 45+4′ (пен.) · Минда 90+1′ | (отчёт) | Антонио 54′ |

| Венесуэла         | 1:0     | Мексика |
| ----------------- | ------- | ------- |
| Рондон 57′ (пен.) | (отчёт) |         |

| Мексика | 0:0     | Эквадор |
| ------- | ------- | ------- |
|         | (отчёт) |         |

| Ямайка | 0:3     | Венесуэла                            |
| ------ | ------- | ------------------------------------ |
|        | (отчёт) | Бельо 49′ · Рондон 56′ · Рамирес 85′ |

### Группа C
| Поз | Команда | И | В | Н | П | МЗ | МП | РМ | О | Квалификация     |
| --- | ------- | - | - | - | - | -- | -- | -- | - | ---------------- |
| 1   | Уругвай | 3 | 3 | 0 | 0 | 9  | 1  | +8 | 9 | Выход в плей-офф |
| 2   | Панама  | 3 | 2 | 0 | 1 | 6  | 5  | +1 | 6 | Выход в плей-офф |
| 3   | США (Х) | 3 | 1 | 0 | 2 | 3  | 3  | 0  | 3 |                  |
| 4   | Боливия | 3 | 0 | 0 | 3 | 1  | 10 | −9 | 0 |                  |

| США                      | 2:0     | Боливия |
| ------------------------ | ------- | ------- |
| Пулишич 3′ · Балоган 44′ | (отчёт) |         |

| Уругвай                                  | 3:1     | Панама        |
| ---------------------------------------- | ------- | ------------- |
| М. Араухо 16′ · Нуньес 85′ · Винья 90+1′ | (отчёт) | Мурильо 90+4′ |

| Панама                    | 2:1     | США         |
| ------------------------- | ------- | ----------- |
| Блэкмен 26′ · Фахардо 83′ | (отчёт) | Балоган 22′ |

| Уругвай                                                                   | 5:0     | Боливия |
| ------------------------------------------------------------------------- | ------- | ------- |
| Пельистри 8′ · Нуньес 21′ · М. Араухо 77′ · Вальверде 81′ · Бентанкур 89′ | (отчёт) |         |

| США | 0:1     | Уругвай        |
| --- | ------- | -------------- |
|     | (отчёт) | М. Оливера 66′ |

| Боливия     | 1:3     | Панама                                 |
| ----------- | ------- | -------------------------------------- |
| Миранда 69′ | (отчёт) | Фахардо 22′ · Герреро 79′ · Янис 90+1′ |

### Группа D
| Поз | Команда    | И | В | Н | П | МЗ | МП | РМ | О | Квалификация     |
| --- | ---------- | - | - | - | - | -- | -- | -- | - | ---------------- |
| 1   | Колумбия   | 3 | 2 | 1 | 0 | 6  | 2  | +4 | 7 | Выход в плей-офф |
| 2   | Бразилия   | 3 | 1 | 2 | 0 | 5  | 2  | +3 | 5 | Выход в плей-офф |
| 3   | Коста-Рика | 3 | 1 | 1 | 1 | 2  | 4  | −2 | 4 |                  |
| 4   | Парагвай   | 3 | 0 | 0 | 3 | 3  | 8  | −5 | 0 |                  |

| Колумбия               | 2:1     | Парагвай   |
| ---------------------- | ------- | ---------- |
| Муньос 32′ · Лерма 42′ | (отчёт) | Энсисо 69′ |

| Бразилия | 0:0     | Коста-Рика |
| -------- | ------- | ---------- |
|          | (отчёт) |            |

| Колумбия                            | 3:0     | Коста-Рика |
| ----------------------------------- | ------- | ---------- |
| Диас 31′ · Санчес 59′ · Кордоба 62′ | (отчёт) |            |

| Парагвай      | 1:4     | Бразилия                                                  |
| ------------- | ------- | --------------------------------------------------------- |
| Альдерете 48′ | (отчёт) | Винисиус Жуниор 35′, 45+5′ · Савио 43′ · Лукас Пакета 65′ |

| Бразилия    | 1:1     | Колумбия     |
| ----------- | ------- | ------------ |
| Рафинья 12′ | (отчёт) | Муньос 45+2′ |

| Коста-Рика              | 2:1     | Парагвай |
| ----------------------- | ------- | -------- |
| Кальво 3′ · Алькосер 7′ | (отчёт) | Соса 55′ |

## Плей-офф

### Сетка
|  | Четвертьфиналы     | Четвертьфиналы    |                          |       | Полуфиналы        | Полуфиналы        |  |  | Финал | Финал |
|  |                    |                   |                          |       |                   |                   |  |  |       |       |
|  | 4 июля — Хьюстон   |                   |                          |       |                   |                   |  |  |       |       |
|  |                    |                   |                          |       |                   |                   |  |  |       |       |
|  | Аргентина (пен.)   | 1 (4)             |                          |       |                   |                   |  |  |       |       |
|  | Аргентина (пен.)   | 1 (4)             | 9 июля — Ист-Ратерфорд   |       |                   |                   |  |  |       |       |
|  | Эквадор            | 1 (2)             |                          |       |                   |                   |  |  |       |       |
|  | Эквадор            | 1 (2)             | Аргентина                | 2     |                   |                   |  |  |       |       |
|  | 5 июля — Арлингтон |                   | Аргентина                | 2     |                   |                   |  |  |       |       |
|  |                    | Канада            | 0                        |       |                   |                   |  |  |       |       |
|  | Венесуэла          | Канада            | 0                        | 1 (3) |                   |                   |  |  |       |       |
|  | Венесуэла          |                   | 14 июля — Майами-Гарденс | 1 (3) |                   |                   |  |  |       |       |
|  | Канада (пен.)      | 1 (4)             |                          |       |                   |                   |  |  |       |       |
|  | Канада (пен.)      | 1 (4)             | Аргентина                | 1     |                   |                   |  |  |       |       |
|  | 6 июля — Парадайс  |                   | Аргентина                | 1     |                   |                   |  |  |       |       |
|  |                    | Колумбия          | 0                        |       |                   |                   |  |  |       |       |
|  | Уругвай (пен.)     | Колумбия          | 0                        | 0 (4) |                   |                   |  |  |       |       |
|  | Уругвай (пен.)     | 10 июля — Шарлотт |                          | 0 (4) |                   |                   |  |  |       |       |
|  | Бразилия           | 0 (2)             |                          |       |                   |                   |  |  |       |       |
|  | Бразилия           | 0 (2)             | Уругвай                  | 0     |                   |                   |  |  |       |       |
|  | 6 июля — Глендейл  |                   | Уругвай                  | 0     |                   |                   |  |  |       |       |
|  |                    | Колумбия          | 1                        |       | Матч за 3-е место | Матч за 3-е место |  |  |       |       |
|  | Колумбия           | Колумбия          | 1                        | 5     | Матч за 3-е место | Матч за 3-е место |  |  |       |       |
|  | Колумбия           |                   | 13 июля — Шарлотт        | 5     |                   |                   |  |  |       |       |
|  | Панама             | 0                 |                          |       |                   |                   |  |  |       |       |
|  | Панама             | 0                 | Канада                   | 2 (3) |                   |                   |  |  |       |       |
|  |                    |                   |                          |       |                   |                   |  |  |       |       |
|  | Уругвай (пен.)     | 2 (4)             |                          |       |                   |                   |  |  |       |       |
|  | Уругвай (пен.)     | 2 (4)             |                          |       |                   |                   |  |  |       |       |

### Четвертьфиналы
| Аргентина                                            | 1:1 (доп. вр.) | Эквадор                           |
| ---------------------------------------------------- | -------------- | --------------------------------- |
| Ли. Мартинес 35′                                     | (отчёт)        | Родригес 90+2′                    |
| Пенальти                                             |                |                                   |
| Месси · Альварес · Макаллистер · Монтиэль · Отаменди | 4:2            | Мена · Минда · Йебоа · Х. Кайседо |

| Венесуэла                                            | 1:1 (доп. вр.) | Канада                                              |
| ---------------------------------------------------- | -------------- | --------------------------------------------------- |
| Рондон 65′                                           | (отчёт)        | Шаффелберг 13′                                      |
| Пенальти                                             |                |                                                     |
| Рондон · Эррера · Ринкон · Саварино · Кадис · Анхель | 3:4            | Дэвид · Миллар · Бомбито · Эуштакиу · Дейвис · Коне |

| Колумбия                                                                    | 5:0     | Панама |
| --------------------------------------------------------------------------- | ------- | ------ |
| Кордоба 8′ · Родригес 15′ (пен.) · Диас 41′ · Риос 70′ · Борха 90+4′ (пен.) | (отчёт) |        |

| Уругвай                                                  | 0:0 (доп. вр.) | Бразилия                                     |
| -------------------------------------------------------- | -------------- | -------------------------------------------- |
|                                                          | (отчёт)        |                                              |
| Пенальти                                                 |                |                                              |
| Вальверде · Бентанкур · Де Арраскаэта · Хименес · Угарте | 4:2            | Милитан · Перейра · Дуглас Луис · Мартинелли |

### Полуфиналы
| Аргентина                | 2:0     | Канада |
| ------------------------ | ------- | ------ |
| Альварес 22′ · Месси 51′ | (отчёт) |        |

| Уругвай | 0:1     | Колумбия  |
| ------- | ------- | --------- |
|         | (отчёт) | Лерма 39′ |

### Матч за 3-е место
| Канада                                    | 2:2 (доп. вр.) | Уругвай                                        |
| ----------------------------------------- | -------------- | ---------------------------------------------- |
| Коне 22′ · Дэвид 80′                      | (отчёт)        | Бентанкур 8′ · Суарес 90+2′                    |
| Пенальти                                  |                |                                                |
| Дэвид · Бомбито · Коне · Шуаньер · Дейвис | 3:4            | Вальверде · Бентанкур · Де Арраскаэта · Суарес |

### Финал
| Аргентина     | 1:0 (доп. вр.) | Колумбия |
| ------------- | -------------- | -------- |
| Мартинес 112′ | (отчёт)        |          |

## Чемпион
| Кубок Америки по футболу 2024 |
| Аргентина Шестнадцатый титул  |

## Статистика

### Бомбардиры
Примечание: В скобках указано, сколько голов из общего числа забито с пенальти.
5 голов
- Лаутаро Мартинес

3 гола
- Саломон Рондон (1)

2 гола
- Хулиан Альварес
- Винисиус Жуниор
- Эдуард Бельо
- Джонатан Дэвид
- Луис Диас (1)
- Джон Кордоба
- Джефферсон Лерма
- Даниэль Муньос
- Хосе Фахардо
- Фоларин Балоган
- Максимилиано Араухо
- Родриго Бентанкур
- Дарвин Нуньес

1 гол
- Лионель Месси
- Лисандро Мартинес
- Бруно Миранда
- Лукас Пакета (1)
- Савио
- Рафинья
- Джондер Кадис
- Эрик Рамирес
- Исмаэль Коне
- Джейкоб Шаффелберг
- Мигель Борха
- Ричард Риос
- Хамес Родригес
- Давинсон Санчес
- Франсиско Кальво
- Хосимар Алькосер
- Херардо Артеага
- Сесар Блэкмен
- Майкл Амир Мурильо
- Эдуардо Герреро
- Сесар Янис
- Омар Альдерете
- Хулио Сесар Энсисо
- Рамон Соса
- Кристиан Пулишич
- Федерико Вальверде
- Матиас Винья
- Матиас Оливера
- Факундо Пельистри
- Луис Суарес
- Алан Минда
- Кевин Родригес
- Кендри Паэс (1)
- Хереми Сармьенто
- Майкл Антонио

Автоголы
- Кейси Палмер (в матче против  Эквадора)

## Лучшие игроки матчей
После каждого матча турнира КОНМЕБОЛ выбирает игрока, проявившего себя лучше остальных в этом поединке.
| Групповой этап — Тур 1 | Групповой этап — Тур 1 | Групповой этап — Тур 2 | Групповой этап — Тур 2 | Групповой этап — Тур 3 | Групповой этап — Тур 3 | Плей-офф           | Плей-офф |
| Игрок                  | Матч                   | Игрок                  | Матч                   | Игрок                  | Матч                   | Игрок              | Матч     |
| ---------------------- | ---------------------- | ---------------------- | ---------------------- | ---------------------- | ---------------------- | ------------------ | -------- |
| Хулиан Альварес        | 2:0                    | Джонатан Дэвид         | 0:1                    | Лаутаро Мартинес       | 2:0                    | Эмилиано Мартинес  | 1:1      |
| Алексис Санчес         | 1:0                    | Клаудио Браво          | 0:1                    | Алексис Санчес         | 0:0                    | Джейкоб Шаффелберг | 1:1      |
| Саломон Рондон         | 1:2                    | Мойсес Кайседо         | 3:1                    | Мойсес Кайседо         | 0:0                    | Хамес Родригес     | 5:0      |
| Херардо Артеага        | 1:0                    | Саломон Рондон         | 1:0                    | Саломон Рондон         | 0:3                    | Серхио Рочет       | 0:0      |
| Кристиан Пулишич       | 2:0                    | Фоларин Балоган        | 2:1                    | Матиас Оливера         | 0:1                    | Лионель Месси      | 2:0      |
| Максимилиано Араухо    | 3:1                    | Максимилиано Араухо    | 5:0                    | Кристиан Мартинес      | 1:3                    | Хамес Родригес     | 0:1      |
| Хамес Родригес         | 2:1                    | Винисиус Жуниор        | 1:4                    | Хамес Родригес         | 1:1                    | Луис Суарес        | 2:2      |
| Патрик Секейра         | 0:0                    | Луис Диас              | 3:0                    | Хосимар Алькосер       | 2:1                    | Анхель Ди Мария    | 1:0      |